# Kanton Istres-Nord
Kanton Istres-Nord is een voormalig kanton van het Franse departement Bouches-du-Rhône. Het kanton maakte deel uit van het arrondissement Istres. Het werd opgeheven bij decreet van 27 februari 2014, met uitwerking op 22 maart 2015

## Gemeenten
Het kanton Istres-Nord omvatte de volgende gemeenten:
- Istres (deels, hoofdplaats)
- Miramas